# Money Means Nothing (pel·lícula de 1934)
Money Means Nothing és una pel·lícula dramàtica estatunidenca de 1934, dirigida per Christy Cabanne. És protagonitzada per Wallace Ford, Gloria Shea i Edgar Kennedy, i es va estrenar el 14 de juny de 1934.

## Argument
A Joe's Roadside, una casa popular però degradada de Nova York, on els rics i no tan rics passen l'estona, una noia rica de Manhattan i un noi de Brooklyn es troben i s'enamoren. Ella es casa amb ell en contra dels desitjos de la seva família, creient que l'amor ho pot resoldre tot, però aviat es pregunta si ha pres la decisió correcta quan es troba vivint d'una manera, i amb el tipus de gent, amb què no havia comptat.

## Repartiment
- Wallace Ford com Ken McKay
- Gloria Shea com Julie Ferris McKay
- Edgar Kennedy com Herbert Green
- Vivien Oakland com Helen Whitney
- Maidel Turner com Mrs. Green
- Betty Blythe com Mrs. Ferris
- Eddie Tamblyn com Robby Ferris
- Richard Tucker com George Whitney
- Tenen Holtz com Silverman
- Ann Brody com Mrs. Silverman